# 대한민국 제22대 국회의원 선거 조국혁신당 후보 목록
다음은 대한민국 제22대 국회의원 선거에 출마하는 조국혁신당의 후보 목록이다. 조국혁신당은 지역구 후보를 내지 않으며 비례대표 후보 25명을 공천했다.
조국혁신당은 2024년 3월 15일, 다음 20명의 비례대표 선거 출마 후보자를 확정하여 발표하였다. 조국혁신당은 16일 비례대표 후보자들의 정견 발표를 하고, 17일 09시부터 18일 18시까지 비례 순번 지정을 위한 국민 투표를 하고, 18일 21시에 비례대표 순번을 발표하기로 하였다. 3월 18일, 당 선거관리위원회가 국민참여선거인단 투표 결과에 따른 비례대표 후보 순번을 발표하였다. 비례대표 순번은 여자 10명, 남자 10명을 여남순으로 교대로 배정하고 남녀 각 예비 3명씩을 예비명단으로 발표했다. 
이후 남성 예비 명단중 남성 마지막 순번에 있던 남기업 1명을 뺀 5명을 비례대표 21~25순위에 추가하여 총 25명의 후보 명단을 선관위에 등록했다.

## 비례대표
| 순번 | 성명     | 경력                                      |
| ---- | -------- | ----------------------------------------- |
| 1    | 박은정   | 법무부 감찰담당관                         |
| 2    | 조국     | 제66대 법무부장관. 초대 조국혁신당 당대표 |
| 3    | 이해민   | 구글 시니어 프로덕트 매니저               |
| 4    | 신장식   | 제3대 정의당 사무총장. 조국혁신당 대변인  |
| 5    | 김선민   | 제10대 건강보험심사평가원장               |
| 6    | 김준형   | 제36대 국립외교원장                       |
| 7    | 김재원   | 바른음원협동조합 이사장                   |
| 8    | 황운하   | 제21대 국회의원                           |
| 9    | 정춘생   | 문재인 정부 제5대 여성가족비서관          |
| 10   | 차규근   | 제9대 법무부 출입국·외국인정책본부장      |
| 11   | 강경숙   | 대통령직속 국가교육회의 본회의 위원       |
| 12   | 서왕진   | 환경정의연구소장                          |
| 13   | 백선희   | 서울신학대학교 사회복지학과 교수          |
| 14   | 김형연   | 제33대 법제처장                           |
| 15   | 이숙윤   | 고려대학교 산학협력중점교수               |
| 16   | 정상진   | 영화수입배급사협회 회장                   |
| 17   | 남지은   | 문화유산회복재단 연구원                   |
| 18   | 서용선   | 전 국회의원 보좌관                        |
| 19   | 양소영   | 스탠다드차타드은행 글로벌마켓총괄본부장   |
| 20   | 신상훈   | 제11대 경상남도의원                       |
| 21   | 배수진   | 전 청와대 행정관                          |
| 22   | 이규원   | 대구지방검찰청 부부장검사                 |
| 23   | 등록무효 | 등록무효                                  |
| 24   | 류대영   | 청와대 자치발전비서관                     |
| 25   | 조혜진   | 청와대 행정관                             |

### 내용주
1. ↑  당초 비례대표 23번으로 김영옥을 공천했으나 이중당적으로 인해 등록무효가 되었다.

### 참조주
1. 1 2  박경준 (2024년 3월 15일). “조국혁신당 비례후보에 조국·황운하·박은정 등 20명 확정”. 《연합뉴스》. 네이버 뉴스(보존) (서울). 2024년 3월 16일에 원본 문서에서 보존된 문서. 2024년 3월 16일에 확인함.
2. ↑  유성운 (2024년 3월 15일). “조국∙황운하∙차규근∙박은정...조국혁신당 비례 20명 발표”. 《중앙일보》. 네이버 뉴스(보존). 2024년 3월 16일에 원본 문서에서 보존된 문서. 2024년 3월 16일에 확인함.
3. 1 2  고상민 (2024년 3월 18일). “조국혁신당 비례 2번 조국…1번 박은정, 8번 황운하도 '당선권'(종합)”. 《연합뉴스》. 네이버 뉴스(보존) (서울). 2024년 3월 20일에 원본 문서에서 보존된 문서. 2024년 3월 20일에 확인함.